# Сыспи
 Сыспи — деревня в Усть-Вымском районе Республики Коми в составе сельского поселения  Айкино. 

## География
Расположена на правобережье Вычегды на расстоянии менее 1 км по прямой от районного центра села Айкино на юго-запад.  

## История
Известна с 1918 года как деревня Сыс-орд. В 1926 году здесь (Сыспиорд) 10 дворов и 30 жителей, в 1970 22 жителя, в 1989 11, в 1995 3 (3 хозяйства).

## Население
Постоянное население  составляло 12 человека (коми 67%) в 2002 году, 6 в 2010 .